# Liste der Monuments historiques in Vaux-lès-Rubigny
Die Liste der Monuments historiques in Vaux-lès-Rubigny führt die Monuments historiques in der französischen Gemeinde Vaux-lès-Rubigny auf.

## Liste der Objekte
| Bezeichnung                 | Beschreibung                          | Standort                          | Kennzeichnung | Schutzstatus | Datum | Bild |
| --------------------------- | ------------------------------------- | --------------------------------- | ------------- | ------------ | ----- | ---- |
| Skulptur Heiliger Sebastian | Holz, farbig gefasst, 18. Jahrhundert | in der Kirche St-Sébastien (Lage) | PM08000576    | Classé       | 1966  |      |